# Helga Frier
Anna Helga Jensen Frier f. Mollerup (12. juni 1893 i Aarhus – 9. januar 1972 i Gentofte) var en dansk skuespillerinde.
Debut 1914 på Den jyske Folkescene.
Optrådte siden på forskellige teatre i provinsen og i København, bl.a. Folketeatret.
Anvendt jævnligt i radio-teatret.
Blandt de film hun medvirkede i kan nævnes:
- Odds 777 – 1932
- De blaa drenge – 1933
- Rasmines bryllup – 1935
- Sjette trækning – 1936
- Champagnegaloppen – 1938
- En pige med pep – 1940
- Barnet – 1940
- I de gode gamle dage – 1940
- En ganske almindelig pige – 1940
- Gå med mig hjem – 1941
- Wienerbarnet – 1941
- Alle mand på dæk – 1942
- Når bønder elsker – 1942
- Møllen – 1943
- Ungdommens rus – 1943
- De tre skolekammerater – 1944
- Biskoppen – 1944
- Mordets melodi – 1944
- Teatertosset – 1944
- Frihed, lighed og Louise – 1944
- Jeg elsker en anden – 1946
- Hans store aften – 1946
- Det gælder os alle – 1949
- Lejlighed til leje – 1949
- Min kone er uskyldig – 1950
- Mosekongen – 1950
- Frihed forpligter – 1951
- Fra den gamle købmandsgård – 1951
- Fodboldpræsten – 1951
- Husmandstøsen – 1952
- Det store løb – 1952
- Fløjtespilleren – 1953
- Min søn Peter – 1953
- Flintesønnerne – 1956
- Den kloge mand (1956) – 1956
- Sønnen fra Amerika – 1957
- Vagabonderne på Bakkegården – 1958
- Poeten og Lillemor – 1959
- Det skete på Møllegården – 1960
- Den rige enke – 1962
- Kampen om Næsbygaard – 1964
- Næsbygaards arving – 1965
- Krybskytterne på Næsbygaard – 1966